# László Csaba (edző)
László Csaba (Székelyudvarhely, 1964. február 13. –) erdélyi magyar labdarúgóedző. Dolgozott a skót Heart of Midlothian és Dundee United gárdájánál, illetve a magyar válogatottnál mint másodedző, a Ferencvárosi TC-nél, az FC Sopronnál és az MTK-nál mint vezetőedző, valamint az ugandai nemzeti tizenegy élén mint szövetségi kapitány és 2012-13 között Litvánia válogatottját is irányította.

## Pályafutása

### Játékosként
Játékoskent Progresul Odorheiu Secuiesc (Székelyudvarhelyi Haladás) csapatában játszott, majd az Unirea Cristuru Secuiesc (Székelykeresztúri Egyesülés) csapatában folytatta. László később megfordult Magyarországon és Nyugat-Németországban, a Bayer 05 Uerdingen, a Volán FC, valamint a Budapesti VSC csapatában. 27 évesen egy súlyos sérülés miatt visszavonult. Középső középpályásként futballozott.

### Edzőként
Lothar Matthäus egykori szövetségi kapitány mellett a válogatott másodedzője volt, emellett a Ferencvárost is vezette. A FTC-nek azonban anyagi gondjai támadtak, és a csapat csak második lett a 2004-2005-ös szezon végén. A 2005-2006-os szezonkezdet nem hozott sok jót a Ferencváros számára, a sorozatos vereségek következményeképpen László Csaba felállt az FTC kispadjáról. Ezt követően az ugandai válogatott szövetségi kapitánya lett. Itt kétéves munkája során majdnem sikerült kijuttatnia az ugandai válogatottat az afrikai nemzetek kupájára.
2008 nyarán a skót Hearts csapatához igazolt. A csapata végül a harmadik helyen zárt, ellenben a 2007-2008-as teljesítménnyel, amikor is a skót gárda éppen hogy 7. helyezést érte el, ezért őt 2009-ben az év edzőjének választották Skóciában. Csapata, a Hearts kiegyensúlyozott teljesítménye mellett többször is pontot tudott rabolni a két nagytól, a Celtic-től és a Rangers-től. 2010. január 29-én a gyengébb eredmények miatt menesztették. A 2010–2011-es szezonban a belga Charleroi edzője volt, de nem sikerült a csapatát bent tartani a belga első osztályban. 2012. január 18-án őt nevezték ki a litván válogatott szövetségi kapitányává, azonban a csapat gyenge eredmény miatt 2013 szeptemberében lemondásra kényszerült. Dolgozott az MTK játékosmegfigyelőjeként, majd 2015. júniusában Garami Józsefet váltotta, és a csapat vezetőedzője volt 2016 februárjáig. 2016. október 20-án a szlovák DAC 1904 Dunajská Streda vezetőedzője lett. Húsz bajnokin irányította a dunaszerdahelyi csapatot, amellyel a bajnokság 7. helyén végzett, alig elmaradva az Európa-liga indulást jelentő helyezéstől. Májusban lejáró szerződését a klubvezetés nem hosszabbította meg.
2017. november 8-án aláírt a skót Dundee United csapatához. A szezon végén a másodosztály harmadik helyén végzett a csapattal. 2018. szeptember 30-án közös megegyezéssel felbontották a szerződését, miután csapata csak a 4. helyen állt a bajnokságban és 5–1-es vereséget szenvedett a Ross County-tól.
2019. május 29-én a román élvonalban szereplő Sepsi OSK vezetőedzője lett. Irányításával a Sepsi 16 bajnoki mérkőzéséből mindössze kettőt tudott megnyerni, ami miatt 2019. november 12-én menesztették posztjáról. 2020 augusztus végén az indiai 
Chennaiyin FC edzőjének nevezték ki. Ezt a posztját 2021 áprilisáig töltötte be.
2022. szeptember 9-én a román másodosztályban szereplő FK Csíkszereda szakmai igazgatója lett.
Edzői statisztika
| Csapat             | –tól                 | –ig                  | Statisztika | Statisztika | Statisztika | Statisztika | Statisztika | Statisztika | Statisztika | Statisztika |
| Csapat             | –tól                 | –ig                  | M           | GY          | D           | V           | RG          | KG          | GK          | GY %        |
| ------------------ | -------------------- | -------------------- | ----------- | ----------- | ----------- | ----------- | ----------- | ----------- | ----------- | ----------- |
| Ferencváros        | 2004. július 1.      | 2005. november 10.   | 49          | 22          | 11          | 16          | 78          | 58          | +20         | 44,9%       |
| Uganda             | 2006. július 10.     | 2008. június 30.     | 20          | 8           | 6           | 6           | 30          | 18          | +12         | 40%         |
| Hearts             | 2008. július 11.     | 2010. január 29.     | 67          | 27          | 17          | 23          | 68          | 71          | –3          | 40,3%       |
| RSC Charleroi      | 2010. szeptember 23. | 2011. március 17.    | 20          | 3           | 3           | 14          | 13          | 33          | –20         | 15%         |
| Litvánia           | 2012. január 12.     | 2013. szeptember 12. | 16          | 2           | 4           | 10          | 12          | 28          | –16         | 12,5%       |
| MTK Budapest       | 2015. június 13.     | 2016. február 3.     | 24          | 9           | 7           | 8           | 31          | 24          | +7          | 37,5%       |
| Dunaszerdahelyi AC | 2016. október 20.    | 2017. június 9.      | 22          | 11          | 7           | 4           | 27          | 16          | +11         | 50%         |
| Dundee Utd.        | 2017. november 8     | 2018. szeptember 30  | 43          | 18          | 9           | 16          | 75          | 67          | +8          | 48,86%      |
| Összesítve         | Összesítve           | Összesítve           | 261         | 100         | 64          | 97          | 334         | 315         | +19         | 38,31%      |

Minden tétmérkőzést számítva

## Sikerei, díjai
Ferencváros
- Magyar bajnokság ezüstérmes (1):2005
- Magyar kupa ezüstérmes (1): 2005
- UEFA-kupa csoportkör (1): 2004-2005

Heart of Midlothian FC
- Skót bajnokság bronzérmes (1):2009
- Az év edzője (Skócia): 2009[18]

Ferencvárosi TC
- Az év edzője (Magyarország): 2004[19]